# Douglas megye (Nevada)
Douglas megye az Amerikai Egyesült Államokban, azon belül Nevada államban található. Megyeszékhelye Minden, legnagyobb városa Gardnerville Ranchos. Lakosainak száma 49 488 fő (2020. április 1.). Douglas megye Carson City, Mono, Lyon, Alpine, El Dorado és Placer megyékkel határos.

## Népesség
A megye népességének változása:
| Lakosok száma | 47 039 | 47 036 | 47 016 | 47 118 | 47 710 | 49 488 |
|               | 2010   | 2011   | 2012   | 2013   | 2015   | 2020   |